# GRD Multimedia
GRD Multimedia, es un conglomerado mexicano de medios de comunicación, productora de material visual y de internet a través de sus distintas filiales.

## Historia
GRD Multimedia fue fundado en 1964 como Grupo Radio Divertida, cuando Roberto Boone Menchaca fundó la estación XEBX-AM en Sabinas, Coahuila y después en 1968 la XESC-AM en la misma ciudad. En el mismo año, compró a Roberto Ogilvie Stevenson Torrijas las estaciones XEBU-AM, XEM-AM, XEQD-AM y XEVW-AM en Chihuahua, Chihuahua; en 1969 se hizo de las estaciones XEBN-AM y XEHM-AM en Delicias, Chihuahua y XESW-AM en Ciudad Madera, Chihuahua; en 1974 se les concesionó la XEES-AM en Chihuahua, Chihuahua; en 1977 se le concesionó la estación XEDT-AM en Cuauhtémoc, Chihuahua.

## Negocios

### Emisoras de radio
GRD Multimedia tiene presencia en la radiodifusión sonora a través de 4 estaciones de radio:
- XHES-FM 102.5 MHz - Chihuahua, Chihuahua (Estación Principal)
- XHHM-FM 90.5 MHz - Ciudad Delicias, Chihuahua
- XHBN-FM 101.3 MHz - Ciudad Delicias, Chihuahua
- XHDT-FM 98.3 MHz - Ciudad Cuahtémoc, Chihuahua
- XHESW-FM 96.1 MHz / XESW-AM 970 kHz - Ciudad Madera, Chihuahua
- XHESCC-FM 97.7 MHz - Sabinas, Coahuila
- XHBX-FM 105.9 MHz - Sabinas, Coahuila

### Televisión
GRD Multimedia produce un canal de televisión por cable llamado Antena TV.

### Internet
La empresa es dueña del periódico digital vozenred.com con noticias del Estado de Chihuahua.

### Editorial
El grupo edita la revista Voz en Red, que trata temas de la política del Estado de Chihuahua.